# Смит, Вилли (музыкант)
Вилли Ли «Большие глаза» Смит (англ. Willie Lee «Big Eyes» Smith; 19 января 1936 года, Хелена, Арканзас, США — 16 сентября 2011 года, Чикаго, Иллинойс, США) — американский блюзовый барабанщик, харпер, певец, автор песен. Лауреат премии Грэмми в номинации «Альбом традиционного блюза» (2011), номинант Грэмми в номинации  «Альбом современного блюза» (2011), «Лучший альбом традиционного блюза» (1996) . Лауреат Blues Music Awards в категориях «Блюзовый барабанщик» (1996—1999, 2002—2007, 2009), «Исторический блюзовый альбом» (2011), «Альбом традиционного блюза» (2011), «Альбом блюз-рока» (2011), номинант Blues Music Awards в категориях «Блюзовый барабанщик» (2000, 2001), «Блюзовый харпер» (2009). .

## Биография
Вилли Смит родился в Арканзасе в 1936 году, воспитывался дедом и бабкой. Начал играть на губной гармонике в возрасте 17 лет, после переезда в Чикаго к матери, и мать отвела его на концерт Мадди Уотерса. Также на него повлияли выступления в радиопередаче King Biscuit Time и увиденные на концерте гитарист Джо Вилли Уилкинса и харпер Сонни Бой Уильямсон II. Как харпер впервые записался с Артуром «Биг Бой» Спайерсом, и эти записи впоследствии были изданы Delmark Records. В 1955 году он записал партию гармоники  (по другим данным барабанов ) в песне Бо Диддли «Diddy Wah Diddy».  В 1956 году он сформировал трио, где сам играл на губной гармонике, Бобби Ли Бёрнс играл на гитаре, а Клифтон Джеймс был барабанщиком. 
В конце 1950-х он сблизился с Мадди Уотерсом, который позволял Смиту присутствовать на репетициях и в целом, на какое-то время Вилли Смит стал кем-то вроде камердинера/дорожного техника Мадди Уотерса. Как вспоминал сам Смит, он понимал, что попасть в группу Уотерса как харпер он не имеет шансов при наличии там Литтл Уолтера, да и в целом, барабанщики были более востребованы, чем харперы, он начал совершенствовать игру на ударной установке. Вскоре Вилли Смит стал дублирующим барабанщиком у Уотерса и получил возможность записаться с Уотерсом в 1960 году в альбоме Muddy Waters Sings Big Bill Broonzy. Мадди Уотерс и придумал прозвище для Вилли Смита, которого в блюзовых кругах знали уже как Литтл Вилли. Уотерс сказал, что-то вроде: «У нас уже достаточно парней, которых зовут Литтл как-то так, я думаю» и заявил что теперь Вилли Смит будет Вилли «Большие глаза» Смит 
В 1961 году Вилли Смит стал постоянным участником группы Мадди Уотерса. Однако работа была нерегулярной и в 1964 году Смит покинул группу и работал таксистом. В 1968 году вернулся, и оставался с Мадди Уотерсом до 1980 года. В этот период вышли все альбомы Уотерса, удостоенные Грэмми. В июне 1980 года Смит и другие участники группы Мадди Уотерса пианист Пайнтоп Перкинс, басист Кэлвин Джонс и харпер Джерри Портной создали группу The Legendary Blues Band, пригласив также гитариста Луиса Майерса. В конечном итоге, с годами Вилли Смит стал в группе ведущим вокалистом. С разным составом на протяжении многих лет Legendary Blues Band записали семь альбомов, гастролировали в том числе с Бобом Диланом, Rolling Stones и Эриком Клэптоном.
В 1995 году Вилли Смит выпустил свой первый сольный альбом Bag Full Of Blues и в 1996 году был признан лучшим барабанщиком года Blues Music Awards. С этого года и до 2009 года он признавался лучшим блюзовым барабанщиком ежегодно, за исключением 2000, 2001 и 2008 годов. В 1996 году он также стал номинантом премии Грэмми, как участник группы The Muddy Waters Tribute Band, выпустившей альбом трибьютов You're Gonna Miss Me (When I'm Dead & Gone), где в качестве гостей выступили такие звёзды, как Грегг Оллман, Бадди Гай, Джуниор Уэллс, Джеймс Коттон и Коко Тейлор .
Записывался и выступал до конца жизни. В год своей смерти в 2011 году с альбомом Joined At The Hip Вилли Смит стал лауреатом Грэмми и Blues Music Awards в номинации «Альбом традиционного блюза» (к тому времени Вилли Смит переквалифицировался обратно из барабанщика в харпера и певца), с альбомом Live! In Chicago номинантом Грэмми и лауреатом Blues Music Awards в номинации «Альбом современного блюза», и с альбомом Delta Groove в коллективе музыкантов лауреатом Blues Music Awards в номинации «Исторический блюзовый альбом».
Снялся в фильмах Братья Блюз (1980), «Идеальный век рок-н-ролла» (2009), а также документальном фильме Sidemen: Long Road to Glory (2016).
Умер в Чикаго 16 сентября 2011 года от инсульта .  
«Вилли действительно понимал, насколько „ленивыми“ должны быть несильные удары по малому барабану, когда вы играете шаффл. Вы должны немного оттягивать удар на малом барабане, чтобы это звучало круто…но вы никогда не должны забивать граунд-бит» . 
«Традиционный чикагский шаффл Вилли Смита укрепил так называемый „Muddy Waters Sound“. Его стиль игры описывают как „энергичный, но тонкий, точно в рамках традиционного чикагского шаффла… с естественной координацией традиционного блюзового стиля и голоса, который выдает старые блюзовые тексты так, как будто сам Мадди громогласно доносит свое послание массам“» 

## Дискография
В списке приведены альбомы, в которых автором записан Вилли Смит, как сольно, так и в коллаборации.   
- 1989: Wrapped In My Baby (Морис Пежо, Артур «Big Boy» Спайрс & Вилли Смит), Pearl Records
- 1992: Leavin' In The Morning (Билли Флинн, Кэлвин Джонс, Вилли Смит), Easy Baby Records
- 1993: Money Talks (Legendary Blues Band с участием Вилли Смита), Wild Dog Blues
- 1995: Bag Full Of Blues (Вилли Смит и его специальные гости Ким Уилсон и Пайнтоп Перкинс), Blind Pig Records
- 1996: Eye To Eye (Ронни Эрл, Пайнтоп Перкинс, Кэлвин Джонс, Вилли Смит), AudioQuest Music
- 1997: Born In The Delta (Пайнтоп Перкинс c Энтони Мелио, Джерри Портным, Вилли Смитом и Брэдом Уикерсом), Telarc Blues
- 1999: Nothin' But The Blues Y'all, Juke Joint Records
- 2000: Blues From The Heart, Juke Joint Records
- 2002: Harmonica Blues Orgy (Вилли Смит/Мартин Ланг/Литтл Артур Дункан/Easy Baby), Random Chance
- 2003: All-Star Blues Jam (Боб Марголин с участием Кэри Белла, Муки Брилла, Джимми Ди Лейна, Пайнтопа Перкинса, Вилли Смита, Хьюберта Самлина), Telarc Blues
- 2004: Bluesin' It (Вилли Смит и The Juke Joint Rockers), Electro-Fi Records
- 2006: Listen At Me Good (Гармоника Шах и и его специальные гости Мел Браун и Вилли Смит), Electro-Fi Records
- 2006: Way Back, Hightone Records
- 2008: Born In Arkansas, Big Eye Records Inc
- 2010: Joined At The Hip (Пайнтоп Перкинс, Вилли Смит), Telarc Blues
- 2011: Live! In Chicago (Кенни Уэйн Шеппард с участием Хьюберта Самлина, Вилли Смита, Брайана Ли и Бадди Флетта), Roadrunner Records
- 2012: Live Blues (Protected By Smith & Wilson) (Вилли Смит и Роджер Уилсон), Bluestorm Records
- 2013: Sunny Road (Артур «Big Boy» Крудап с Джимми Доукинсом и Вилли Смитом), Delmark Records